# Jiří Paroubek
Jiří Paroubek, češki politik, * 21. avgust 1952, Olomouc.
Bil je predsednik Češke socialdemokratske stranke (ČSSD). Med 25. aprilom 2005 in 16. avgustom 2006 je bil predsednik vlade Češke republike. 